# Santiago de Alcántara
Santiago de Alcántara ist ein westspanischer Ort und eine Gemeinde (municipio) mit 465 Einwohnern (Stand: 2024) in der Provinz Cáceres in der Autonomen Region Extremadura im Südwesten Spaniens.

## Lage
Santiago de Alcántara liegt etwa 100 Kilometer (Fahrtstrecke) westnordwestlich der Provinzhauptstadt Cáceres in einer Höhe von ca. 345 m an der Grenze zu Portugal. Die Gemeindegrenze (und hier die Staatsgrenze) nach Norden wird durch den Tajo gebildet. Das Klima ist gemäßigt bis warm; Regen (611 mm/Jahr) fällt hauptsächlich im Winterhalbjahr.

## Bevölkerungsentwicklung
| Jahr      | 1970 | 1981 | 1991 | 2001 | 2011 | 2021 |
| Einwohner | 1682 | 1207 | 923  | 718  | 618  | 487  |

Der deutliche Bevölkerungsrückgang seit den 1950er Jahren ist im Wesentlichen auf die Mechanisierung der Landwirtschaft sowie die Aufgabe bäuerlicher Kleinbetriebe („Höfesterben“) und den damit einhergehenden Verlust von Arbeitsplätzen zurückzuführen.

## Sehenswürdigkeiten
- Burgruine von Cabeza de Esparragal
- Marienkirche (Iglesia de Nuestra Señora de la Consolación)
- Dominikuskapelle (Péndere) aus dem 13. Jahrhundert, vermutlich die frühere Pfarrkirche des Ortes

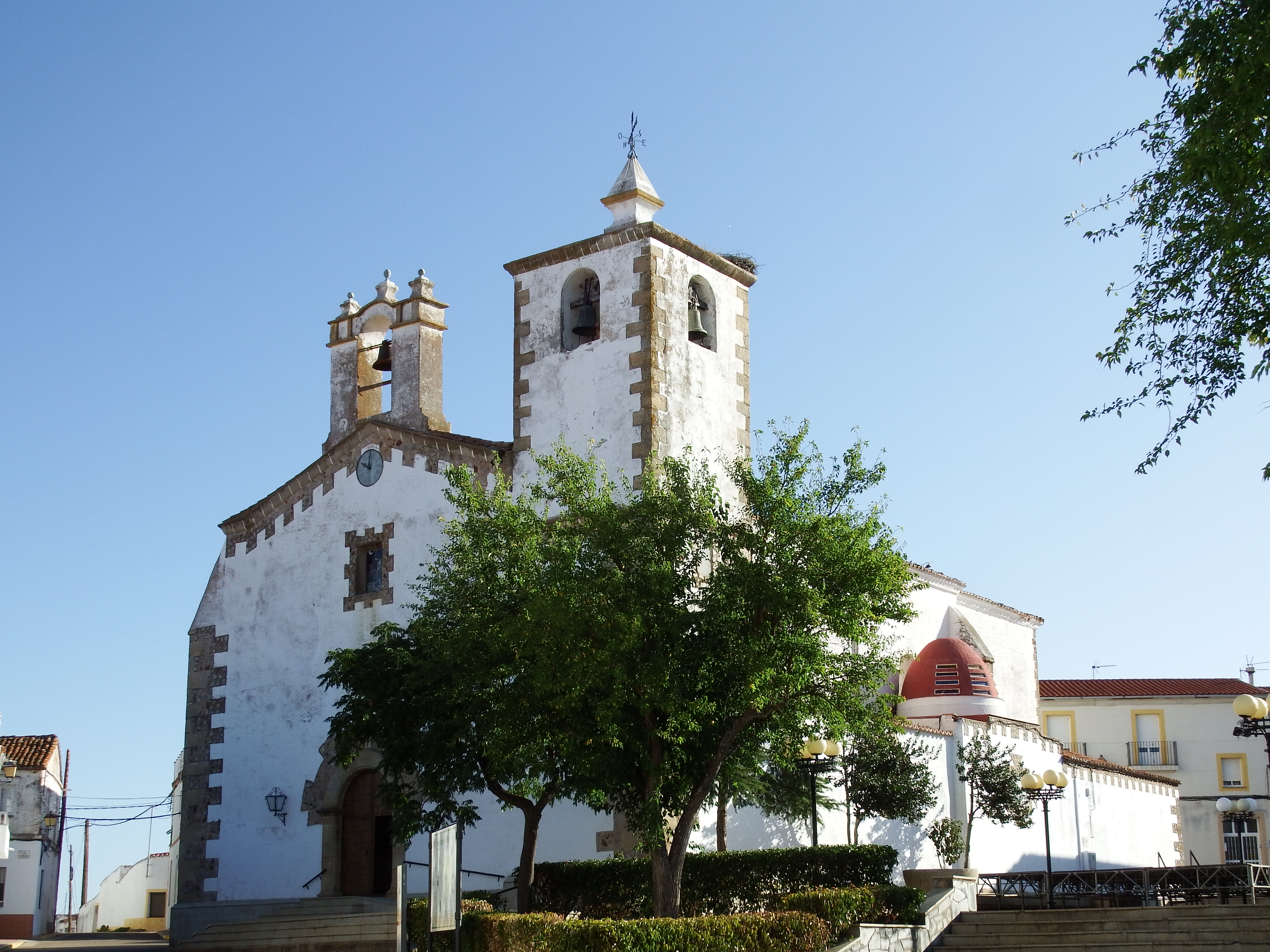
Marienkirche
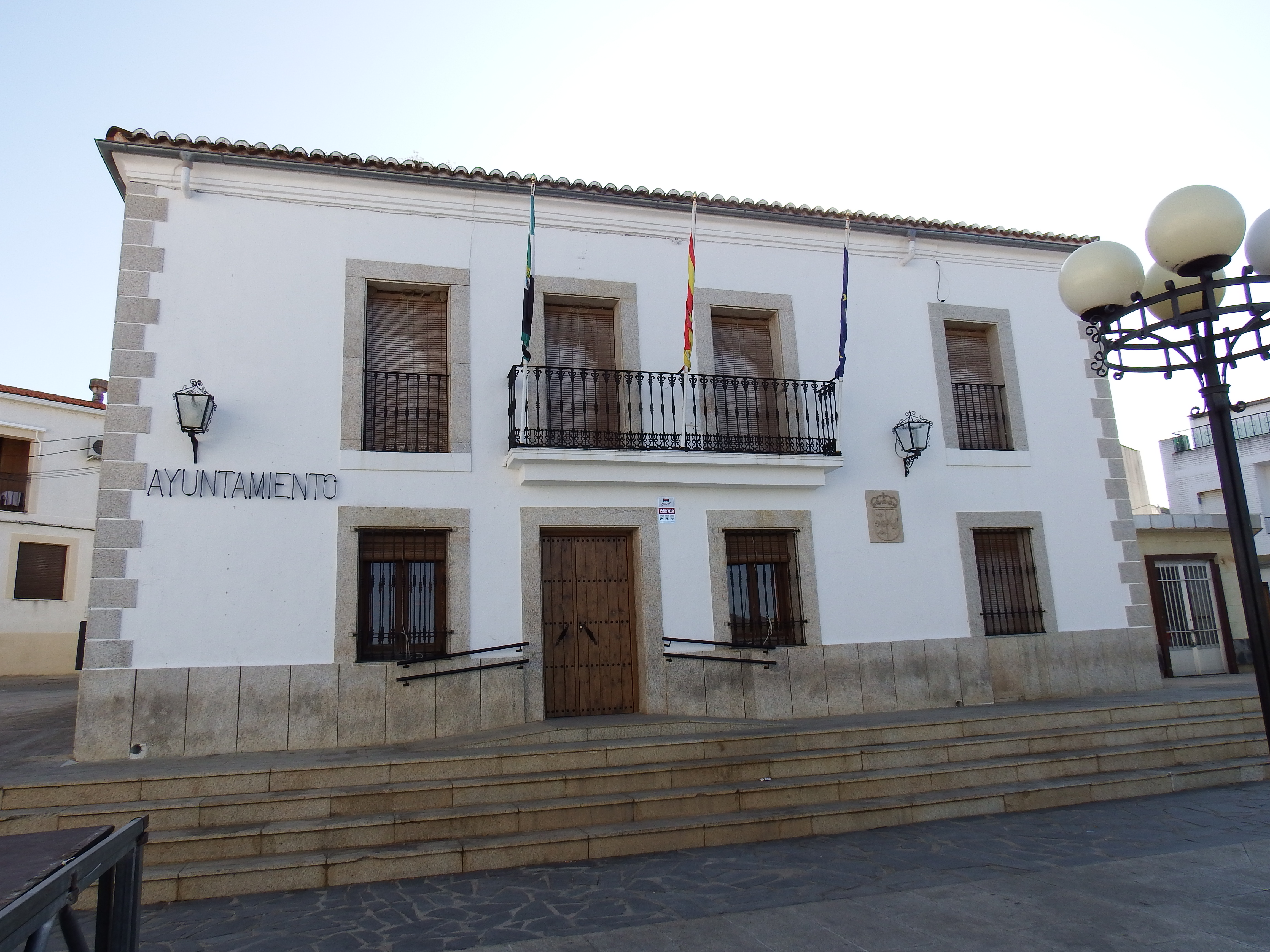
Rathaus